# Pipiza poday
Pipiza poday är en tvåvingeart som beskrevs av Mutin 2002. Pipiza poday ingår i släktet gallblomflugor, och familjen blomflugor. Inga underarter finns listade i Catalogue of Life.